# آنخل فارس
آنخل فارس (انگلیسی: Ángel Férez؛ زادهٔ ۲۰ ژانویهٔ ۱۹۶۶) بازیکن فوتبال اهل اسپانیا است.
از باشگاه‌هایی که در آن بازی کرده‌است می‌توان به باشگاه فوتبال کادیس، باشگاه فوتبال رایو وایکانو، و باشگاه فوتبال رئال مادرید کاستیا اشاره کرد.